# عالم مضحك جدا (فلم)
عالم مضحك جدا هو فيلم مصري عرض عام 1968، بطولة فؤاد المهندس وشويكار، ومن إخراج حسام الدين مصطفى.

## قصة الفيلم
تموت إحدى الأميرات بعد أن تخفي مجوهراتها في أحد كراسي الصالون الموجود في القصر وتوصي عاشور خادمها الخاص بأن الثروة لابنتها المقيمة في الخارج، ويعلم بذلك باقي خدم القصر وخدم الفندق الذي كانت تقيم فيه، يحاول كل منهم أن يفوز بالثروة بمفرده، يسعى عاشور إلى تسليم الكنز إلى أصحابه، يظهر الكثير من الأقارب المزيفين الذين يودون سلب الكنز، يبلغ عاشور الشرطة عن الأقارب المزيفين، تظهر الابنة الحقيقية للأميرة، ويساعدها عاشور في التوصل إليه، وأثناء رحلة البحث يتبادلان الحب ويتزوجان.

## طاقم التمثيل
- فؤاد المهندس: (عاشور)
- شويكار: (نبوية)
- عبد المنعم مدبولي: (الطباخ حمّورة)
- سمير صبري: (عصمت السلحدار)
- أحمد الحداد: (السفرجي محروس)
- محمد صبيح: (السائق)
- سميرة محسن: (الأميرة ألفت لاظ))
- سلامة إلياس: (الطبيب أمين شاكر)
- عبد العزيز أبو الليل: (المجرم زيزو)
- مختار أمين: (بلية - مساعد المجرم زيزو)
- زكريا موافي: (الشماشرجي زكي)
- عبد الغني النجدي: (السكير بالفرح)
- سهير رضا: (دولت هانم - الجدة)
- سيد عبد الله: (والد العريس)
- نبيل الهجرسي: (المأذون)
- علية عبد المنعم: (مديرة الحضانة)
- إبراهيم سعفان: (المعلم فتوح)
- سميحة محمد: (من العصابة)
- سعد قطب
- نوال فهمي
- أنور مدكور: (مالك الفيلا)
- محمود كامل
- قدرية كامل
- أبو الفتوح عمارة: (النجار)
- إدمون تويما: (المهرب)
- كمال الزيني: (مسئول المزاد)
- بثينة عبد الغني السيد: (مغنية الأوبرا)
- عبد الله يوسف: (مغني الأوبرا)
- صالح الإسكندراني: (بواب الفندق)
- فايق بهجت: (البواب)
- حسان اليماني: (بايع روبابيكيا)

## فريق العمل
- إخراج: حسام الدين مصطفى
- سيناريو وحوار: يوسف عوف، حسام الدين مصطفى
- مدير التصوير: كليليو
- مونتاج: عبد العزيز فخري
- إنتاج: جمهورية فيلم
- توزيع: جمهورية فيلم